# Beira (Mozambique)
Pour les articles homonymes, voir Beira.
Beira est une ville portuaire du Mozambique et la capitale de la province de Sofala. Elle est située sur la rive gauche du fleuve Pungue, à son embouchure dans l'océan Indien, à 720 km au nord-est de Maputo. Sa population s'élevait à 436 240 habitants en 2007.
En mars 2019, la ville a été détruite à 90 % par le cyclone Idai.

## Histoire

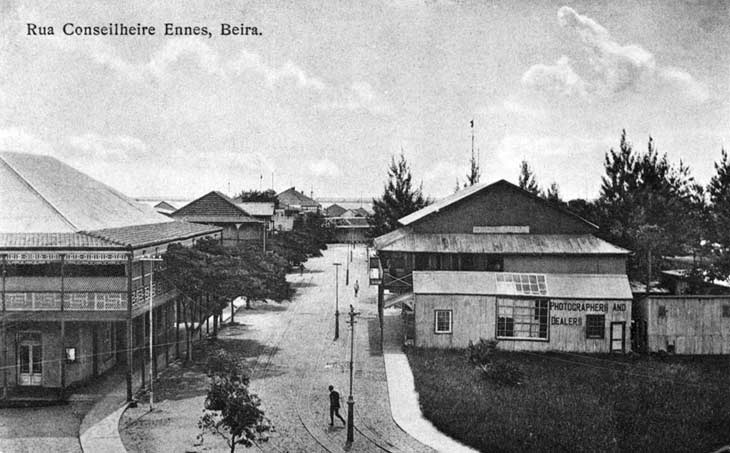
Rue de Beira (v. 1905)

La ville fut fondée en 1891 par la Société portugaise du Mozambique. Entre 1892 et 1900, un chemin de fer fut construit entre la ville portuaire et la Rhodésie, devenue le Zimbabwe. Beira a le statut de ville depuis le 20 août 1907. Au cours de la période coloniale, Beira était une destination touristique très appréciée par les Blancs de Rhodésie. Elle a joué un rôle clé lors du blocus international de la Rhodésie, permettant l'approvisionnement du pays en hydrocarbures et en denrées essentielles. En 2000, la ville, comme la majeure partie du sud du Mozambique, fut frappée par une inondation qui fit des centaines de morts dans le pays et des millions de sans-abri. L'économie de Beira fut gravement affectée.

### Cyclone Idai
Le 15 mars 2019, le cyclone Idai – alors classé catégorie 2 sur l'échelle de Saffir-Simpson, avec des vents de 165 km/h – touche la côte du Mozambique et tout particulièrement la ville de Beira. Les dégâts humains et matériels sont considérables. La ville serait  détruite à 90 % ; plus de 100 morts seraient à déplorer selon un bilan provisoire, mais pourraient très probablement dépasser le millier d'individus. Par ailleurs, le Zimbabwe, pays voisin, a également subi des dégâts importants,,. Dans un rapport, Amnesty International souligne le lien avec les « effets du changement climatique qui s’intensifient ».

## Démographie
Recensements ou estimations de la population :
| 1900  | 1940   | 1950   | 1960   |
| ----- | ------ | ------ | ------ |
| 7 200 | 24 700 | 42 000 | 58 200 |

| 1970    | 1980    | 1997    | 2007    |
| ------- | ------- | ------- | ------- |
| 113 770 | 230 744 | 412 588 | 436 240 |

## Administration

### Jumelage
- Porto (Portugal)
- Bristol (Royaume-Uni) depuis 1990
- Padoue (Italie) depuis 1995
- Coimbra (Portugal) depuis 1997

## Transports

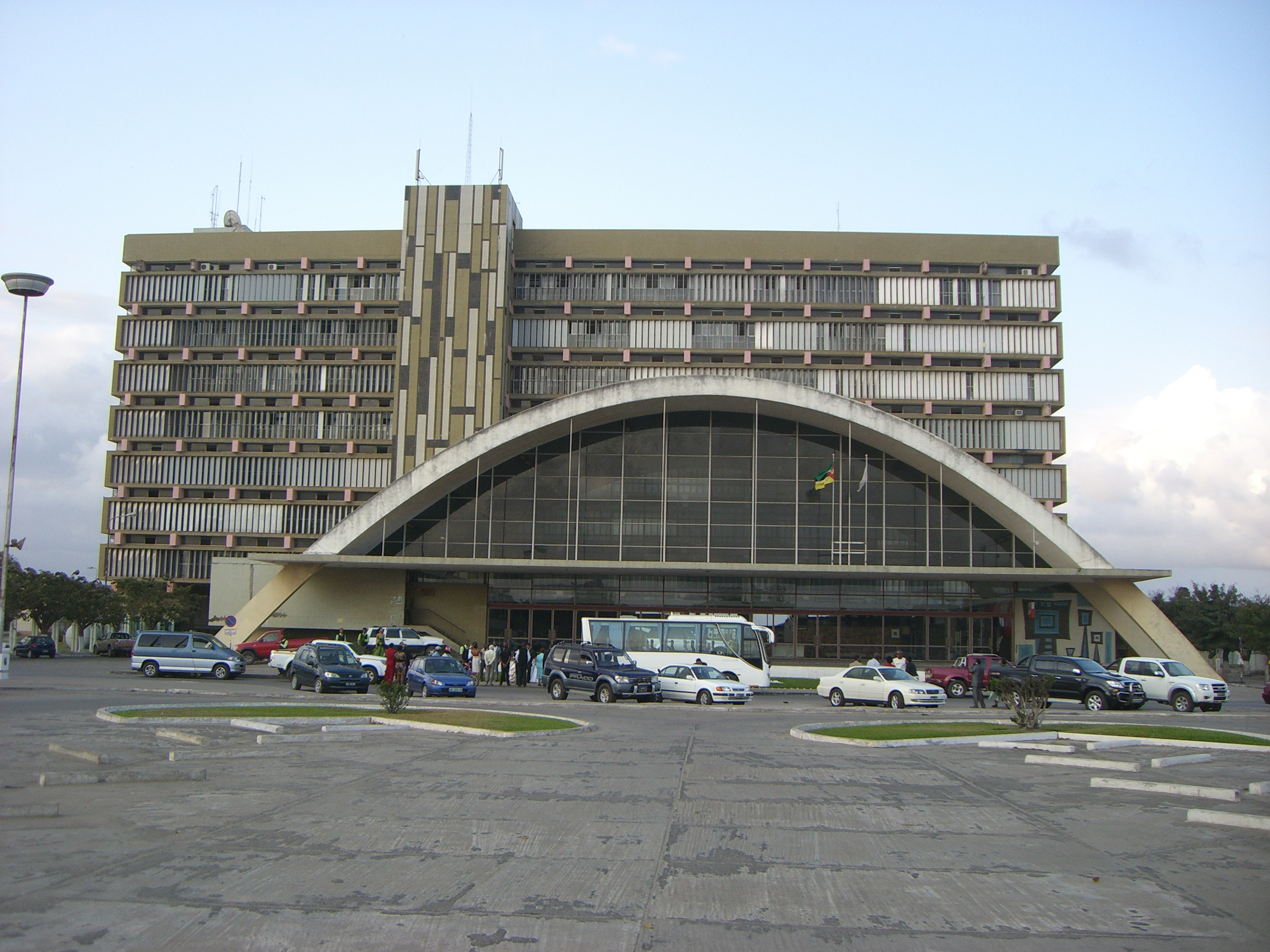
Gare ferroviaire de Beira.

Le port de Beira est d'une importance vitale tant pour l'intérieur du Mozambique que pour le Malawi, la Zambie et le Zimbabwe, qui n'ont pas de littoral. Le chemin de fer Beira-Bulawayo, une route et d'un oléoduc relient le port de Beira au Zimbabwe via le  « couloir de Beira ». Les principales exportations du port sont le sucre, le tabac, le maïs, le coton, la fibre d'agave pita, le chrome, du minerai de cuivre et de plomb, du charbon. L'activité du port est la principale ressource économique de Beira.
La ville est reliée au reste du Mozambique, ainsi qu'à Harere (Zimbabwe) et Lobito (Angola) via la route Transafricaine 9 (TAH 9).
La ville est reliée par le transport aérien avec l’Aéroport de Beira.

## Enseignement supérieur
La Pedagogical University a un campus dans la ville.

## Lieux de culte

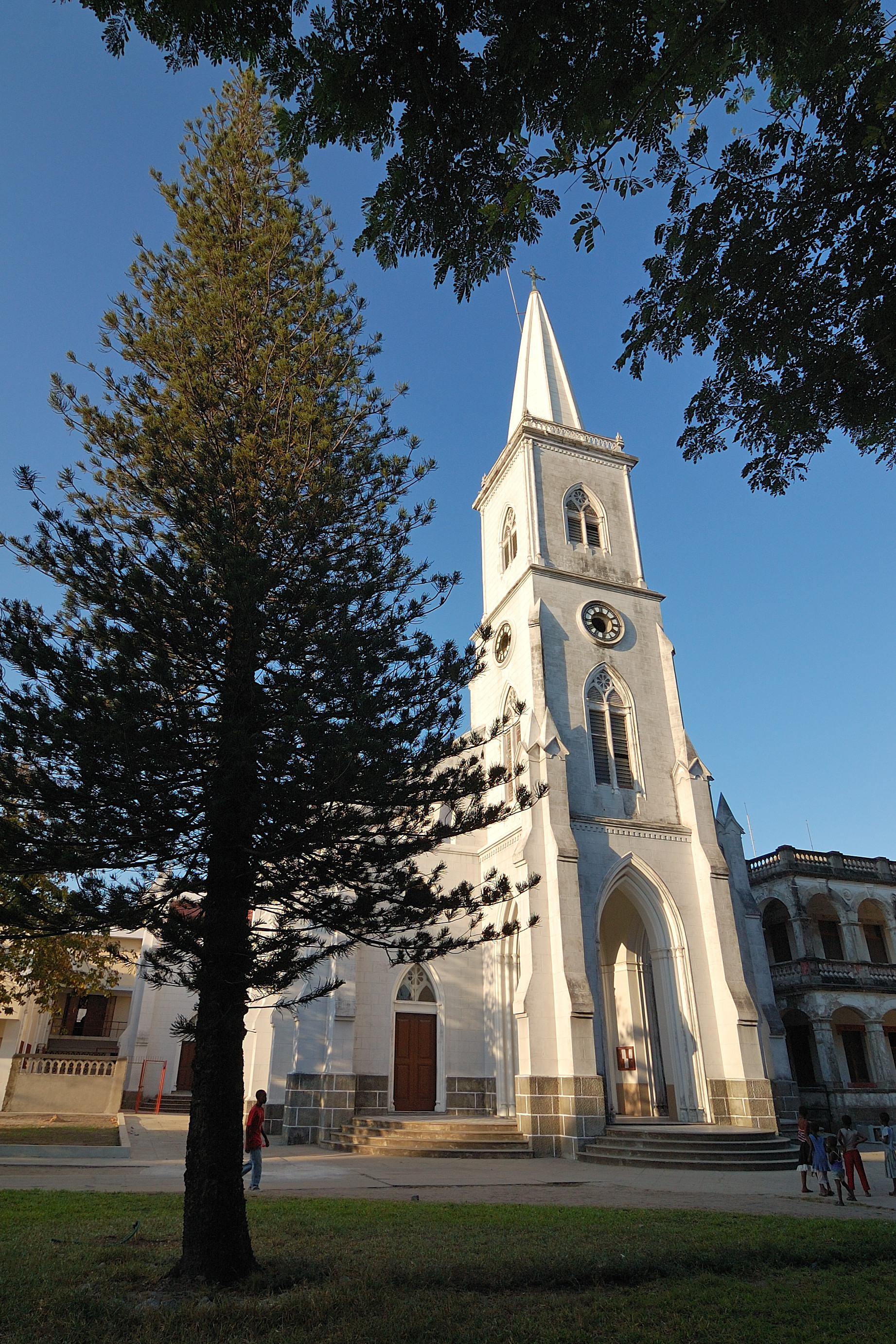
Cathédrale de Beira, (Église catholique)

Parmi les lieux de culte, il y a principalement des églises et des temples chrétiens : Archidiocèse de Beira (Église catholique), Igreja Reformada em Moçambique, Igreja Presbiteriana de Moçambique, Convenção Baptista de Moçambique (Alliance baptiste mondiale), Église universelle du royaume de Dieu, Assemblées de Dieu, Église chrétienne de Sion .  Il y a aussi des mosquées musulmanes.

## Culture

### Beira dans les arts
En 2007, Licínio Azevedo réalise un film documentaire sur l'ancien Grand Hôtel de Beira intitulé Hospedes da noite.

### Personnalités liées à la ville
- Carlos Cardoso[précision nécessaire] (1951-2000), journaliste
- Mia Couto[précision nécessaire] (*1955), écrivain mozambicain.
- Pedro Boese[précision nécessaire] (*1972), peintre.
- Heliodoro Baptista (1944-2009), journaliste et poète, vécut et mourut à Beira[8].
- Lígia Fonseca (1963-), juriste cap-verdienne, épouse de Jorge Carlos Fonseca.
- Reinildo Mandava (1994-), footballeur professionnel y est né.